# Alisquireno/valsartana
Alisquireno/valsartana (nome comercial: Valturna) é uma associação medicamentosa utilizada para controle de pressão arterial. Foi retirado do mercado em 2012.